# 长安镇站
长安镇站是一个沪昆铁路上的铁路车站，位于浙江省嘉兴市海宁市长安镇，建于1908年，1991年易址:177，目前为四等站，邮政编码为314408。目前客运：原有少量客运列车停靠此站，但目前已不办理客运业务；货运仅办理整车货物发到。

## 历史
长安镇站于1908年8月随沪杭铁路临平-长安镇段建成而通车。1909年3月本站至硖石站区间开通运营，同年7月沪杭铁路全线贯通，车站因此正式投入使用。当时长安镇站设有7间总占地1242平方米的站房、上下行月台各一座:221。
1920年车站曾建设横跨站场的天桥一座，后拆除。至1932年10月，车站每日有6对列车停靠，包括2对慢车、2对快车；由于当时车站距离海宁县治盐官镇距离不远，因此车站还停靠2对特别快车。车站于华中铁道时期每日有3对列车停靠:221。
1949年后车站客货运业务继续增长。至1990年车站设有站房786平方米，股道5条，每日停靠12趟列车:222。1991年4月11日，作为沪杭铁路复线化工程一部分的长安镇新站开工。新站位于原址西侧、修川路旁，于同年11月30日竣工:177；12月23日新站房落成，书法家马世晓为其题写站名；12月27日沪杭复线通车典礼在新长安镇站举行，新站随即正式启用:266。
1990年代以来随着公路交通的发展，车站发送客流逐渐下滑。至2009年每日仅有往来宁波和上海南的K8435/8426次、T7795次3趟列车停靠本站，2009年9月28日这三趟列车随温福铁路开通而停运后，长安镇站不再办理客运业务。

## 运营状况
长安镇站占地21954平方米，站内设有5条股道和2座站台。车站站房建筑面积共6820平方米，其中客运室1980平方米、货运室2914平方米:266。
长安镇站目前仅办理整车运输货运业务，主要服务车站周围30千米的货主，主要到发粮食类、煤炭类、钢铁类、化工类、化肥类等类别的货品。车站货场位于迎宾路8号、站场北侧，面积17051平方米:266，设有26吨门吊一座、叉车3台以及装载机1台。